# Henry Bell
Henry Bell Cisnero (ur. 27 lipca 1982 roku) – kubański siatkarz, grający na przyjmującego, były reprezentant Kuby. 

## Sukcesy klubowe
Mistrzostwa Turcji:
- 2013

## Sukcesy reprezentacyjne
Liga Światowa:
- 1999
- 2005, 2012

Igrzyska Panamerykańskie:
- 2003, 2011

Puchar Ameryki:
- 2005

Mistrzostwa Ameryki Północnej:
- 2009, 2011

Puchar Wielkich Mistrzów:
- 2009

Mistrzostwa Świata:
- 2010

## Nagrody indywidualne
- 2005: Najlepszy atakujący Ligi Światowej